# Кармен Ернандес Баррера
Марія дель Кармен Ернандес Баррера (María del Carmen Hernández Barrera) (24 листопада 1930 р., Олвега (Сорія, Іспанія) — 19 липня 2016 р., Мадрид (Іспанія)) — засновниця руху Неокатехуменальна дорога у римо-католицькій церкві.

## Родина, ранні роки, юність
Кармен Ернандес народилася у іспанському місті Олвега і була п'ятою дитиною у родині, яка мала дев'ятеро дітей.
Була охрещена 28 листопада 1930 року в парафіяльному костелі в Санта-Марія-ла-Майор-де-Ольвега.
У ранньому віці разом з сім'єю вона переїхала до Тудели (Наварра). Там вона прожила до 15 років, закінчила коледж «Товариство Марії».Вже в дитинстві мала поклик до місіонерства під впливом отців-єзуїтів та особливої набожності до св. Франциски Ксаверії.
Виконуючи волю батька з 1948 року вивчала хімію в Мадриді, потім працювала на сімейній фабриці, але не полишала мріяти про місіонерство. На думку батька її завданням було працювати і розвивати сімейний бізнес як інші члени родини, які з часом створили бренд Ebro,  але молода Кармен мала свій план на життя.

## Покликання
У 1954 році Кармен кидає працю на сімейній фабриці, переїздить до Мадрида, потім до Хав'єра де приймає рішення вступити до Інституту місіонерів Ісуса Христа.
Після новіціату вивчає богослів'я в Домі богословської формації богопосвячених у Валенсії.
У 1960 році Кармен призначена на місію до Індії. До цієї місії вона готувалася в Лондоні, де залишилася на рік. В цей час відбуваються зміни в напрямку діяльності Місіонерів Ісуса Христа, тому замість поїздки до Індії Кармен повернулася до Барселони. Цей час вона називала часом свого проживання Страстей Ісуса Христа через нерозуміння та інші випробування.
Велике враження на неї справляє знайомство з о. Педро Фарнесом Скерером, який брав участь у II Ватиканському Соборі, а також нові ідеї та напрямки, які були проголошені на Соборі.
У 1963 році Кармен поїхала в Святу Землю.
Повернувшись до Мадрида, вона почала працювати в бідних районах передмістя, плануючи поїхати як місіонерка до Болівії. Проте через деякий час Кармен Ернандес починає розуміти, що її покликанням є залишитись серед бідних та закинутих, євангелізуючи та відновлюючи втрачену віру. Саме у цей час Кармен познайомилася з Кіко Аргуельо, який провадив місіонерську діяльність і жив у бараках Паломерос Альтас, і вирішила залишитися в тому ж районі.
Разом з Кіко Аргуельо вона започаткувала Неокатехуменальну Дорогу, рух, який допомагає наверненню до живої віри, своєрідну християнську ініціацію в секуляризованому суспільстві,  
Ця ініціатива була схвалена тодішнім архиєпикопом Мадриду монс. Касіміро Морсільйо і завдяки цьому почала поширюватися спочатку в Іспанії, Римі, а потім по всьому світу.
Співпраця з Кіко Аргуельйо тривала більше 50 років, аж до самої смерті Кармен у 2016 році.

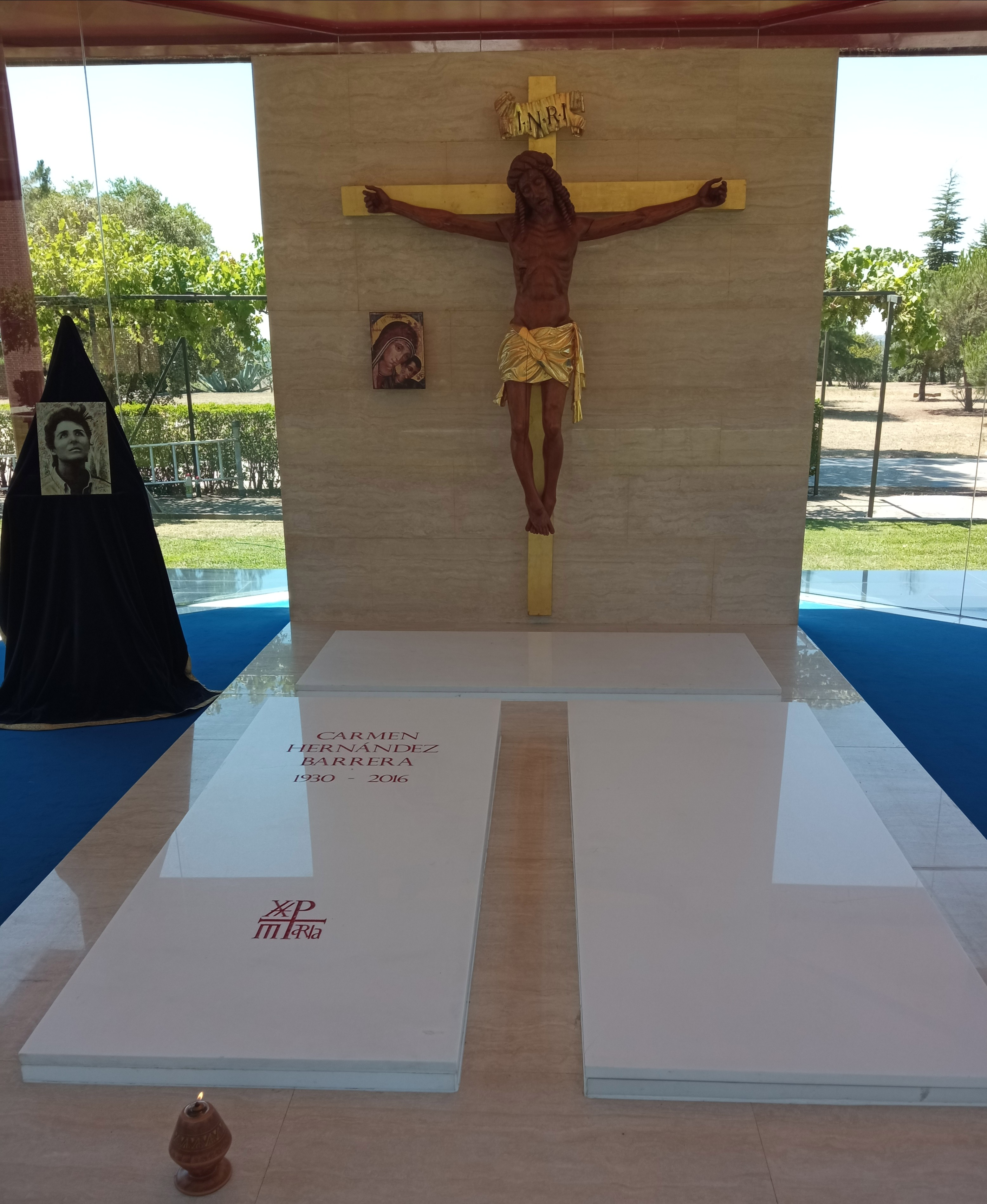
Могила Кармен Ернандес Барерра

За цей час рух досяг півтора мільйона послідовників і став присутній у понад 125 країнах і понад 30 000 спільнотах.
Багато років вела щоденник.
Померла 19 липня 2016 року у Мадриді.

## Беатифікація
Місце поховання Кармен одразу перетворилася на місце паломництва. З липня 2016 до 2021 року її відвідали понад 40 тисяч осіб, які залишили 25 тисяч прохань про молитву і потрібні благодаті.
30 червня 2017 року у Мадриді відбулася презентація видання Щоденника Кармен Ернандес.
У липні 2021 року, через п'ять років після смерті, було зроблено перший крок до початку беатифікаційного процесу Кармен Ернандес, спочатку на рівні дієцезії.
За свідченням відповідального за збір свідоцтв митрополита Мадрида кардинала Карлоса Осоро Сьєрри, третина благодатей, вимолених за її заступництвом, стосуються народження дітей.
4 грудня 2022 р. у Мадриді відбулося відкриття дієцезіяльної фази беатифікаційного і канонізаційного процесу Кармен Ернандес Баррера.